# Spreekkoor (muziek)
Met een spreekkoor werd oorspronkelijk het recitatief in opera's en cantaten bedoeld. Sinds ontwikkelingen in de moderne muziek in de 20e eeuw wordt het begrip echter gebruikt om een compositie aan te duiden waarbij een koor niet zingt, maar spreekt.
De Geographical Fugue (of Fuge aus der Geographie) van Ernst Toch geldt als de beroemdste compositie voor spreekkoor. Deze Berlijnse componist maakte deze compositie in de jaren twintig van de 20e eeuw, en ging daarmee de geschiedenis in als de grondlegger van het spreekkoor in de moderne muziek.

## Spreekstem
Voor zover bekend werd de techniek het eerst gebruikt in Engelbert Humperdincks opera Königskinder (1897), maar is meer geassocieerd met de componisten van de Tweede Weense School. Arnold Schönberg gebruikte de techniek in een aantal stukken: de rol van de spreker in Gurre-Lieder (1911) is in zijn notities geschreven voor een spreekstem, maar het was in Pierrot Lunaire (1912) waar hij het door heel het stuk gebruikte en een notitie achterliet waarin hij poogde de techniek uit te leggen. Alban Berg adopteerde de techniek en gebruikte die in stukken van zijn opera's Wozzeck en Lulu.
Een recente toepassing (2003) vindt men in Im wunderschönen Monat Mai, liederencyclus gebaseerd op Schumann en Schubert, gecomponeerd door Reinbert de Leeuw.

## Spoken word
In de experimentele popmuziek gebruikt men vaak de term spoken word, waarbij gedichten of verhalen voorgelezen worden op muziek.